# Karrar (БПЛА)
Karrar (перс. کرار‎) — иранский ударно-разведывательный беспилотный летательный аппарат.

## Общие сведения

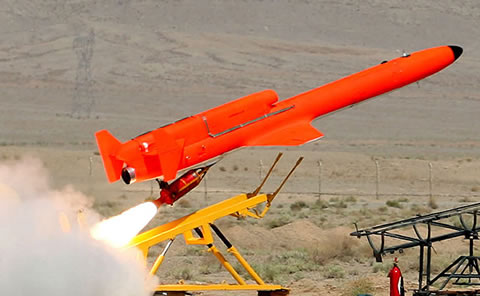
Пуск Karrar

«Karrar» иранские конструкторы начали разрабатывать в 2008 году. Первый полёт дрон совершил в 2009 году.
Запуск дрона производится со специальной платформы.
Этот беспилотник предназначен для работы исключительно в военной сфере. Несмотря на простоту конструкции, дрон обладает широкой сферой своего применения. Что и обеспечило ему большую популярность в вооружённых силах Ирана.
Может применяться в различных целях связанных с разведкой местности, воздушного и морского пространства, применяться в качестве дрона-мишени при испытаниях новых систем вооружения, а также эксплуатироваться в качестве ударного БПЛА, для чего устройство оборудовано возможностью крепления и сброса ракет и бомб.
«Karrar» оснащён турбореактивным двигателем марки Toloue-4. Максимальная дальность около 1000 км, однако, для ударной версии этот показатель снижен до 400 км.
Помимо радарной установки, «Karrar» может быть также оборудован и камерами наблюдения, причём, речь идёт как об электрооптической камере, так и об инфракрасной камере, что расширяет эффективность эксплуатационных свойств дрона.
В 2017—2018 гг. «Karrar» был испытан в качестве перехватчика ПВО. Для этой цели дрон был вооружён ракетами класса «воздух-воздух» иранского производства «Азарахш». В ходе проведённых учений были поражены несколько движущихся воздушных мишеней.

## Технические характеристики
- Длина — 4 м
- Размах крыльев — 3,4 м
- Высота — 0,8 м
- Максимальная взлётная масса — 420 кг
- Крейсерская скорость полёта — 700 км/ч
- Максимальная скорость полёта — 900 км/ч
- Максимальная дальность полёта — 1000 км (ударная версия — 400 км)
- Максимальная высота полёта — 9000 м
- Тип авиадвигателя — турбореактивный
- Силовая установка — Toloue-4
- Мощность — 3,7 кН[2].